# گلی امامی
گلرخ ادیب محمّدی که عموماً به نام گلی امامی شناخته می‌شود (زادهٔ ۱۶ تیر ۱۳۲۱) نویسنده، مترجم و فعّال فرهنگی ایرانی است که تا کنون بیش از ۴۴ کتاب را ترجمه کرده است. امامی که پس از وقوع انقلاب اسلامی ۱۳۵۷ از دانشگاه کنار گذاشته شده بود، به همراه شوهر و دوستان خود انتشارات زمینه را تاسیس کردند که پس از مستقر شدن نظام سانسور، به کتاب‌فروشی تغییر کاربری داد.

## زندگی
گلرخ ادیب محمّدی در سال ۱۳۲۱ در تهران متولد شد. او به واسطه شغل پدر در شهرهای مختلفی زندگی کرد و دیپلم خود را در دبیرستان ۲۱ آذر اصفهان گرفت. سپس به تهران نقل مکان کرد و دانشجوی دانشکده هنرهای تزئینی تهران شد. او سپس به اصرار پدر به آلمان رفت و در مدرسه مترجمی اشمیت مشغول به تحصیل شد. ۲ سال بعد یعنی در سال ۱۳۴۴ (۱۹۶۵) برای تکمیل دوره تحصیلش در آلمان به انگلستان عزیمت و همان‌جا با کریم امامی ازدواج کرد و پس از ازدواج راهی ایران شد. یکی از آخرین فعالیت‌های او عضویت و ریاست بر انجمن صنفی ویراستاران است.
از آثار او می‌توان به ترجمه دختری با گوشواره‌های مروارید اثر تریسی شوالیه و حباب شیشه‌ای اثر سیلویا پلات اشاره کرد.
وی در ششم دی ۱۴۰۳ بدون رعایت قوانین حجاب اجباری، تندیس ویژهٔ مسابقهٔ ادبی «ایران‌کتاب» که در تالار ایوان‌شمس تهران برگزار شد را به دلیل یک عمر فعالیت در حوزه کتاب دریافت کرد.